# Грибово (Бежаницкий район)
Грибово — деревня в Бежаницком районе Псковской области России. Входит в состав сельского поселения Бежаницкое.

## География
Деревня находится на востоке Псковской области, в пределах Бежаницкой возвышенности, к западу от реки Локня, на расстоянии примерно 17 километров (по прямой) к юго-юго-востоку (SSE) от посёлка городского типа Бежаницы, административного центра района. В примерно одном километре к северо-западу находилась исчезнувшая деревня Леоново 
Абсолютная высота — 129 метров над уровнем моря.

## История
До 2015 года населённый пункт входил в состав Бежаницкой волости.

## Население
| 2001 | 2002 | 2010 |
| ---- | ---- | ---- |
| 9    | ↗14  | ↘3   |

Согласно результатам переписи 2002 года, в национальной структуре населения русские составляли 100 %.